# James Stanhope
 (mai 2012).
Si vous disposez d'ouvrages ou d'articles de référence ou si vous connaissez des sites web de qualité traitant du thème abordé ici, merci de compléter l'article en donnant les références utiles à sa vérifiabilité et en les liant à la section « Notes et références ».
James Stanhope, 1er comte Stanhope (vers 1673 – 5 février 1721), est un militaire et un homme d'État anglais des XVIIe et XVIIIe siècles.

## Biographie
Il est le fils aîné d'Alexander Stanhope (mort en 1707), un fils de Philip Stanhope, 1er comte de Chesterfield.
Élève au collège d'Eton et au Trinity College d'Oxford, il accompagne son père, alors ministre britannique à Madrid, en Espagne en 1690 et acquiert une grande connaissance de ce pays qui lui sera utile plus tard. Peu après, cependant, il se rend en Italie où, comme après en Flandre, il sert comme volontaire contre la France, et, en 1695, il assure une commission dans l'armée britannique.
En 1701, Stanhope entre à la Chambre des Communes, mais il poursuit sa carrière dans l'armée et se rend en Espagne et au Portugal pendant la première phase de la guerre de Succession d'Espagne. En 1705, il sert en Espagne sous Charles Mordaunt, comte de Peterborough, et, en 1706, il est nommé ministre britannique en Espagne, mais ses fonctions sont encore autant militaires que diplomatiques, et, en 1708, après plusieurs différends avec Peterborough, qui favorise seulement des mesures défensives, il devient commandant en chef des forces britanniques dans ce pays.
Prenant l'offensive, il s'empare de Port-Mahon, à Minorque, et, après un voyage en Angleterre, où il prend part à la destitution de Sacheverell, il retourne en Espagne et, en 1710, aide à gagner les batailles d'Almenar et de Saragosse, sa persévérance permettant à l'archiduc Charles d'entrer dans Madrid en septembre. Cependant, à Brihuega, il est accablé par les Français et forcé de capituler le 9 décembre 1710. Il demeure prisonnier en Espagne pendant plus d'un an et rentre en Angleterre en août 1712.
Le 24 février 1713, Stanhope se marie avec Lucy Pitt, fille de Thomas Pitt, gouverneur de Madras. Il abandonna alors définitivement l'armée pour la politique et devient l'un des chefs de l'opposition whig à la Chambre des communes. Il joue un rôle dans l'établissement de la Maison de Hanovre sur le trône et, en septembre 1714, il est nommé secrétaire d'État du Sud, partageant avec Walpole la dominance à la Chambre des communes. Il est principalement responsable des mesures visant à assurer l'écrasement de la révolte jacobite de 1715, et il fait passer par un vote rapide la loi septennale. Il agit en tant que ministre des affaires étrangères de George Ier, et échoue de peu à conclure un traité d'alliance avec la France en 1716. En 1717, conséquence de changements au sein du ministère, Stanhope est nommé Premier Lord du trésor. Mais, l'année suivante, il retourne à son premier poste de secrétaire du Sud. En 1717, il est créé vicomte de Stanhope de Mahon et, en 1718, comte de Stanhope.
Son rôle est maintenant démontré dans la conclusion de la Quadruple-Alliance entre l'Angleterre, la France, l'Autriche et les Provinces-Unies en 1718. Par ailleurs, il parvient à préserver la paix, quand la Suède est menacée par la Russie et le Danemark, alors qu'à l'intérieur, il favorise la loi visant à limiter la domination de la Chambre des lords. Juste après l'effondrement de la bulle spéculative de la compagnie des mers du Sud, dont il est partiellement responsable, mais dont il n'a pas profité, le comte meurt à Londres, le 5 février 1721, et c'est son fils aîné, Philip (1714-1786), un mathématicien distingué et un membre de la Royal Society, qui lui succède.